# De Nieuwe Gids (Nederland)
De Nieuwe Gids, uitgegeven door W. Versluys te Amsterdam, was een Nederlands tijdschrift. Het verscheen voor het eerst op 1 oktober 1885 en was tot 1893 de spreekbuis van de literaire Beweging van Tachtig. Daarna is het blad nog tot 1943 blijven bestaan.

## Geschiedenis

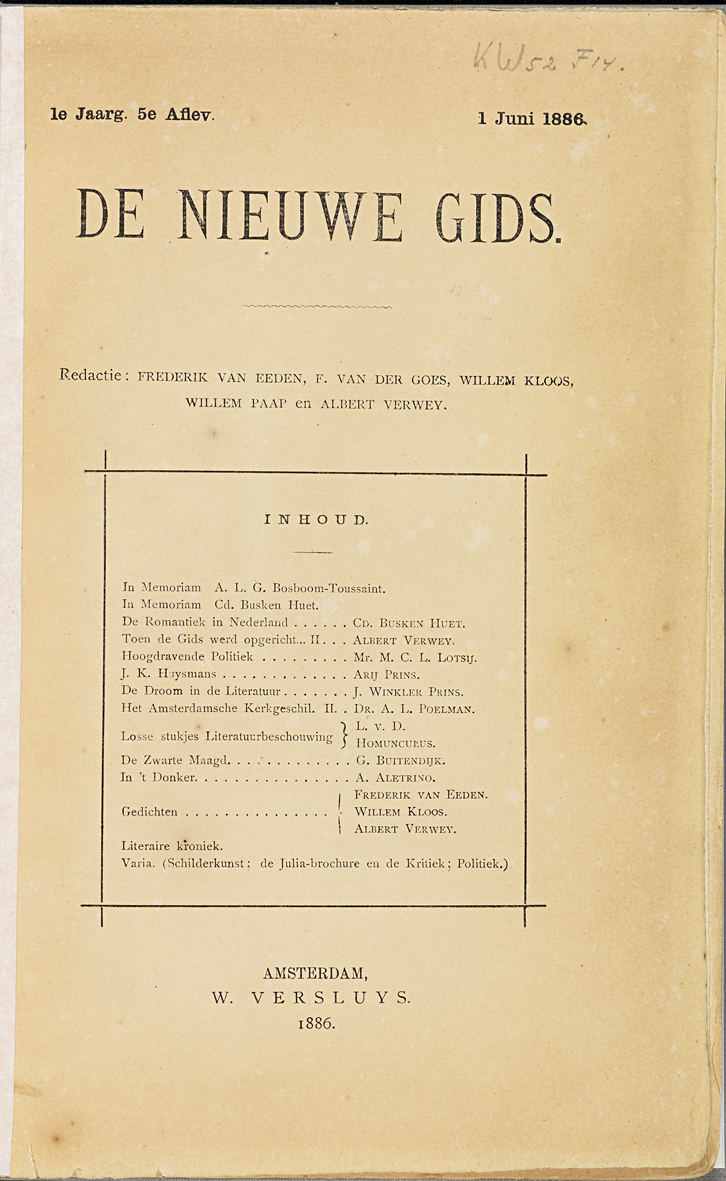
De Nieuwe Gids van 1 juni 1886

De oprichters, eerste redacteuren en eigenaren van De Nieuwe Gids waren:
- Frederik van Eeden (1860-1932)
- Frank van der Goes (1859-1939)
- Willem Kloos (1859-1938)
- Willem Paap (1856-1923)
- Albert Verwey (1865-1937)

De jonge schrijvers en dichters die omstreeks 1880 in Amsterdam de letterkundige vereniging Flanor oprichtten, waren ontevreden over het toenmalige literaire klimaat. Zij walgden van het veelgelezen gerijmel van burgerlijke domineedichters als Nicolaas Beets, Bernard Ter Haar, J.J.L. ten Kate en Eliza Laurillard, waarin godsdienst, moraal en huiselijkheid als idealen werden bezongen.  Ze gingen uit van de gedachte "vorm en inhoud zijn één"  Zij besloten een eigen tijdschrift op te richten. De Nieuwe Gids werd als naam gekozen om aan te geven dat het oude tijdschrift De Gids voor hen had afgedaan. De Nieuwe Gids was echter niet alleen een tijdschrift van dichters en schrijvers. Naast de literaire vernieuwing door de Tachtigers hebben beschouwingen over wetenschap, maatschappij en politiek evenzeer het gezicht van het tijdschrift bepaald.
Het eerste nummer van De Nieuwe Gids bevatte onder meer een aantal hoofdstukken uit De kleine Johannes door Frederik van Eeden. Latere nummers uit de eerste jaargangen bevatten veel belangrijke publicaties: De Kleine Johannes werd in zijn geheel opgenomen, verder Willem Kloos' sonnettenreeks Het Boek van Kind en God en het eerste boek van Herman Gorters Mei (februari 1889). Henriette Roland Holst (toen nog Henriette van der Schalk) debuteerde in 1893 in de 5e aflevering van de 8e jaargang met zes sonnetten. Ook het naturalisme stond centraal. 
Al snel kwamen er in de redactie onenigheden over kwesties van artistieke, politieke en ethische aard. De apolitieke Willem Kloos wenste vast te houden aan het inmiddels onhoudbaar gebleken adagium L'art pour l'art van de Tachtigers. Voor de anderen was deze opvatting, die elke diepere bedoeling aan de kunst ontzegde, te nietszeggend. Willem Paap verliet al binnen een jaar de redactie. Tussen Lodewijk van Deyssel en Frans Netscher, die geen deel uitmaakten van de redactie, maar vanaf het begin prominente bijdragen leverden, ontstond al spoedig een verwijdering. In 1890 gaf ook Verwey er de brui aan. Wel trad Pieter Lodewijk Tak nog toe tot de redactie, maar in 1893 zegden Van Eeden, Van der Goes en Tak elke medewerking aan het blad op. Dat moment, al na acht jaar, wordt beschouwd als het eigenlijke einde van De Nieuwe Gids, al heeft die daarna nog vijftig jaar bestaan. In 1894 heeft de dichter Pieter Tideman nog enige tijd de functie van redactiesecretaris vervuld.

## De 'tweede' Nieuwe Gids
Na het vertrek van de andere redacteuren ging Willem Kloos door met De Nieuwe Gids tot zijn dood in 1938. Daarna bestond het blad nog tot 1943, midden in de Tweede Wereldoorlog. Met het oorspronkelijke tijdschrift had het weinig meer te maken. In de loop der jaren liet Kloos de leiding steeds meer over aan zijn vrouw Jeanne Reyneke van Stuwe, die van 1900 tot 1908 in de redactie zat en daarna vaste medewerker bleef. Hoewel zij dertig jaar lang officieel geen deel uitmaakte van de redactie, oefende zij achter de schermen grote invloed uit. Zij liet dat in 1929 ondubbelzinnig merken in een ondoordachte publicatie in De Nieuwe Gids. Het blad publiceerde talloze besprekingen van romans (vooral van vrouwelijke auteurs) en kinderboeken van haar hand.
Na Kloos' dood in 1938 leidde zij de redactie samen met de nieuwe eigenaar, de rijke, Duitsgezinde en antisemitische publicist Alfred Haighton. Hij was sinds 1915 bij het blad betrokken en had er al eerder geld in gestoken. Tien dagen na Kloos' dood kocht hij De Nieuwe Gids voor 5650 gulden. Hierdoor kwam het toch al noodlijdende tijdschrift in nationaalsocialistisch vaarwater. Een groot aantal bijdragende auteurs liet naar aanleiding daarvan weten, dat zij niet langer aan het blad wilden meerwerken, “daar zij van deze wijzigingen, een belangrijken fascistischen invloed in de leiding van „De Nieuwe Gids" verwachten.” Het betrof onder meer Augusta Peaux, Joannes Reddingius, P.H. Ritter jr., Benno Stokvis, Nico van Suchtelen, J.D. Bierens de Haan, Maurits Dekker, Samuel Goudsmit, en Willem de Mérode.
Toen Haighton in 1943 stierf, was dat het definitieve einde van De Nieuwe Gids. Er waren toen nog 98 abonnees overgebleven.